# Geschiedenis van Kenia
Deze pagina geeft een overzicht van de geschiedenis van Kenia, van de prehistorische tot de moderne tijd.

## Prehistorie
Het eerste bewijs voor de aanwezigheid van een van de oudste voorouders van de mens werd in 1929 gevonden toen Louis Leakey bij Kariandusi in het zuidwesten van Kenia een handbijl vond met een geschatte ouderdom van een miljoen jaar. Ook werden er vele soorten van de eerste hominidae gevonden in het gebied. De waarschijnlijk oudste hominidea werd in 2000 gevonden door Martin Pickford en is naar schatting zes miljoen jaar oud. Het is het op-een-na oudste gevonden fossiel ter wereld.
De eerste moderne menselijke bewoners van Kenia waren jagersgroepen die verwant zijn aan de Khoisan. Hun lithische assemblages zijn bekend als het Eburrian. Vanaf tweeduizend voor Christus begonnen vanuit het noorden Koesjitisch-sprekende volken de regio binnen te trekken. Zij vestigden de culturen van het Savanne-pastoraal neolithicum en het Elmenteitan. Bantoe-sprekende groepen bereikten Kenia in de eerste eeuw v.Chr. en de eerste eeuwen na Chr.

## Oudheid
Vanaf de eerste eeuw na Christus deden ook steeds vaker Arabische handelaren de regio aan. In dezelfde periode vonden ook Griekse handelaren vanuit Egypte hun weg naar Kenia. Rond het jaar vijfhonderd begonnen zeevaarders de Perzische Golf over te steken. Ook vanuit Zuid-India en Indonesië waren er contacten met Oost-Afrika. Dit leidde tot de vestiging van een aantal commerciële handelsnederzettingen. Uiteindelijk ontstonden er verschillende Arabische en Perzische stadstaten langs de kust. Vanaf de achtste eeuw n.Chr. hadden de meeste stadsbestuurders de islam aangenomen als religie. De moslimhandelaren begaven zich nauwelijks in het binnenland. Alle goederen die zij nodig hadden, zoals goud, ivoor en slaven, konden door lokale mensen worden vergaard die het vervolgens doorverkochten.

## Ontdekkingsreizigers
De Portugese ontdekkingsreiziger Vasco da Gama bereikte Mombasa in 1498. Het doel van de Portugezen was de vestiging van verschillende marinebases om op die manier de zeggenschap over de Indische Oceaan te verkrijgen en de toegang tot de zeeroutes te verzekeren. De activiteiten van Portugal vonden vooral plaats rondom Mombasa. Na decennia van spanningen op kleine schaal werden de Portugezen uit Kenia verdreven door Arabieren uit Oman.
Onder leiding van sultan Sevyid Said ontstonden er aan het begin van de negentiende eeuw verschillende langeafstandsroutes voor de handel. Het droge noorden werd langzaamaan bevolkt door seminomadische pastoralisten. Door de Arabische kolonisatie kwamen de eens onafhankelijke stadstaten onder een strengere controle te staan dan voorheen.
Het gebied bleef onder Arabische controle totdat de Britten een toenemende interesse kregen voor het gebied. Dit was aanvankelijk omdat ze haar gebieden in Brits-Indië wilde beschermen. Ook arriveerden er steeds meer individuele handelaren in de regio, waardoor de monopoliepositie van de Omani werd ondergraven. De vraag naar Afrikaanse producten, zoals ivoor en kruidnagel, nam vanuit Europa steeds meer toe. Vanaf de tweede helft van de negentiende eeuw ging Groot-Brittannië zich steeds actiever inzetten om een einde te maken aan de slavernij. Op zee werd het vervoer van slaven onmogelijk gemaakt. Bovendien werd de Britse interesse in het gebied groter door de toenemende Duitse invloed in de regio. Groot-Brittannië wilde de Duitsers voor zijn.
Halverwege de negentiende eeuw vonden ook steeds meer zendelingen en ontdekkingsreizigers hun weg naar Afrika. De eerste zendingspost werd op 25 augustus 1846 gesticht door de Duitser Johann Ludwig Krapf. Hij werd gesteund door de Church Missionary Society of England en vertaalde de Bijbel in het Swahili.

## Oost-Afrikaanse protectoraat (1895-1963)

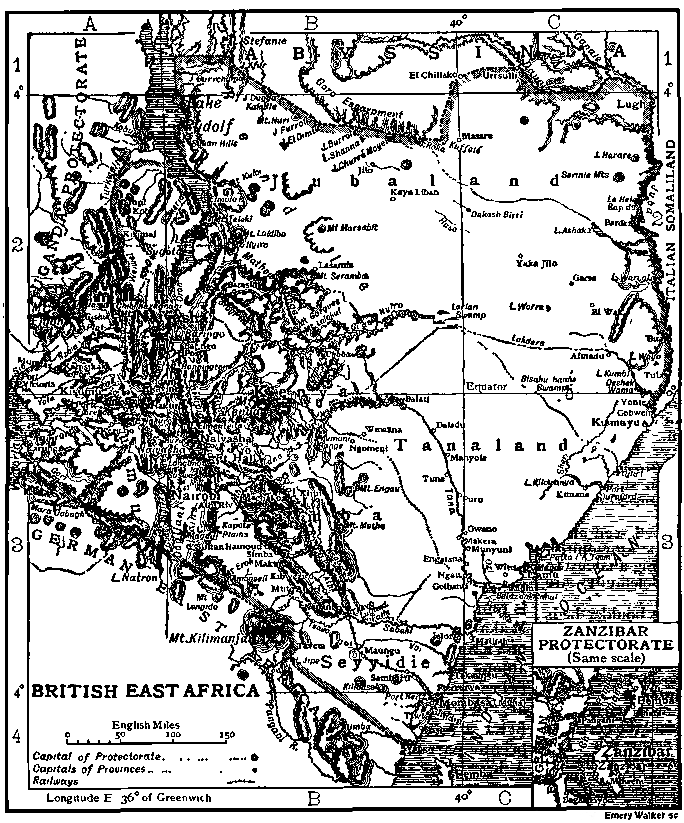
Kaart van Kenia uit 1911

De Imperial British East Africa Company verkreeg in 1887 tweehonderd kilometer van de kuststrook van Kenia van het Sultanaat Zanzibar. Dit gebied ging 16 kilometer landinwaarts. De Britse regering nam in 1895 het beheer vanwege financiële problemen over en claimde het gebied tot aan Lake Naivasha. Daarmee was de vorming van het Oost-Afrikaanse Protectoraat een feit. De grens werd in 1902 verlegd tot aan Oeganda en in 1920 kreeg het gehele gebied, behalve de oorspronkelijke kuststrook, de status van kroonkolonie. De nieuwe machthebbers werden incidenteel geconfronteerd met verzet van de bevolking die het niet eens was met de plannen.
Veel Britse migranten gingen wonen in de Grote Slenk en de omliggende hooglanden. Zij begonnen massaal met het verbouwen van koffie waarbij zij sterk leunden op de werkkracht van de lokale bevolking.
De trein deed ook zijn intrede in Kenia. De eerste spoorweg werd gebouwd in 1895. Deze liep van Mombasa naar Kisumu en was een onderdeel van de Uganda Railway. Percy Girouard, de Britse gouverneur, liet vervolgens een spoorweg bouwen van Nairobi naar Thika en van Konza naar Magadi. Voor de bouw van de spoorwegen werden meer dan dertigduizend werkers vanuit Brits-Indië naar Kenia gehaald. Veel van hen bleven daar wonen. De spoorweg opende ook de weg naar het binnenland. Daardoor trokken steeds meer Europese boeren, bestuurders en zendelingen naar het binnenland. Dit ging soms wel gepaard met spanningen met de lokale bevolking. Ook nam de controle van het Britse bestuur over het binnenland toe. Dit vertaalde zich in overheidsprogramma’s die wat probeerden te doen tegen hekserij, ziekten, slavernij en het tekort aan voedsel in sommige delen van het land.
De nieuwe blanke kolonisten wilden ook meer zeggenschap. Dit kregen ze deels in 1907 doordat er een wetgevende vergadering werd ingesteld. De meeste macht bleef echter in handen van de gouverneur. De kolonisten wilden daarom dat Kenia omgevormd werd tot kroonkolonie, zodat zij meer bevoegdheden zouden krijgen. Dit doel bereikten zij in 1920. De Wetgevende Raad kreeg daardoor meer macht. Zij bestond wel geheel uit blanken. Zwarte personen waren uitgesloten. De eerste werd pas in 1944 toegelaten tot de raad.
Na het uitbreken van de Eerste Wereldoorlog sloten de gouverneurs van het Oost-Afrika Protectoraat en Duits-Oost-Afrika een wapenstilstand omdat zij de jonge koloniën zoveel als mogelijk uit het conflict wilden houden. De Duitse luitenant-kolonel Paul von Lettow-Vorbeck gaf leiding aan de Duitse troepen en begon een guerrillaoorlog. Daarin was hij zeer effectief. Op deze manier wilde hij zo veel mogelijk Britse troepen vasthouden in Afrika, zodat zij niet in Europa inzetbaar waren. Voor de strijd tegen de Duitse luitenant-kolonel haalden de Britten een deel van het Indian Army naar Kenia. Zij beschikten over een zware uitrusting en moesten zich ver in het binnenland verplaatsen. Voor dit werk werd het Carrier Corps opgericht, waarin meer dan vierhonderdduizend Afrikanen meehielpen. Daardoor nam ook hun politieke bewustzijn toe.
Na de Eerste Wereldoorlog ontstonden de eerste nationalistische bewegingen in Kenia. Dit was mede een gevolg van de lage lonen, de hoge belastingen en de nieuwe instroom van kolonisten die allemaal land innamen. Onder leiding van Archdeacon Owens werd de Piny Owacho (Vertaling: Stem van het Volk) gevormd. In 1921 werd door Harry Thuku de "Young Kikuyu Association" gevormd.
Rond 1930 woonden er ongeveer dertigduizend blanke kolonisten tegenover ongeveer een miljoen zwarte Kenianen. Deze hadden vaak geen aanspraak op land en leefden daarom vaak als rondtrekkende boer. Om de economische belangen van de kolonisten te beschermen stelde de Britse regering een verbod in op het verbouwen van koffie. Dit leidde tot een massale vlucht naar de steden.
Tijdens de Tweede Wereldoorlog was Kenia een belangrijke militaire basis van waaruit de Britten expedities organiseerden naar Italiaans-Somaliland en Ethiopië. Bijna honderdduizend Kenianen namen dienst in het leger. Dit droeg bij aan het toenemende nationalisme en de vorming van een middenklasse. Als gevolg van de toenemende druk stelde het Britse bestuur steeds meer posities open voor Afrikanen. Ook werd het Kenianen bijvoorbeeld weer toegestaan om koffie te verbouwen.

### Weg naar onafhankelijkheid
Van 1952 tot 1956 vond de Mau Mau-opstand plaats. Deze richtte zich direct tegen de koloniale regering. Niet alle Kenianen waren daar blij mee. Zo nam Harry Thuku, een van de belangrijkste leiders van de nationalistische beweging, publiek afstand van de beweging. De Britten doodden meer dan vierduizend opstandelingen. De nationalistische leider Jomo Kenyatta werd er van beschuldigd leiding te hebben gegeven aan de opstand. Hij ontkende dit, maar werd toch opgesloten.
De nationalisten begonnen steeds meer aan te dringen op verkiezingen volgens een systeem van "een man, een stem". De Europese en Aziatische minderheden waren daar echter op tegen, omdat zij vreesden dan nauwelijks meer vertegenwoordigd te zijn. In 1960 werd er in Londen toch een akkoord gesloten tussen nationalisten en Michael Blundell, leider van de Engelse kolonisten van de New Kenia Group. In aanloop naar de verkiezingen werd onder leiderschap van James S. Gichuru en vakbondsleider Tom Mboya de Kenya African National Union (KANU) gevormd. Een scheuring binnen de partij leidde tot de vorming van de Kenya African Democratic Union (KADU) met aan het hoofd R. Ngala en M. Muliro. Bij de verkiezingen won KANU 19 van de 33 beschikbare zetels en KADU 11. Twintig zetels waren gereserveerd voor de Europese, Aziatische en Arabische minderheden. Kenyatta werd in augustus 1961 vrijgelaten en werd de nieuwe president van KANU.
Onder leiding van Tom Mboya was er in 1959 een programma ontstaan waarbij talentvolle jongelingen een universitaire opleiding konden volgen in de Verenigde Staten. Er was op dat moment geen universiteit in Kenia. Een jaar later besloot de Amerikaanse overheid door toedoen van senator John F. Kennedy het programma grotendeels te financieren. Wangari Maathai, de eerste Afrikaanse vrouw die de Nobelprijs voor de Vrede ontving, was een van degenen die deelnamen aan dit programma.

## Onafhankelijkheid

### Kenia onder Kenyatta (1963-1978)

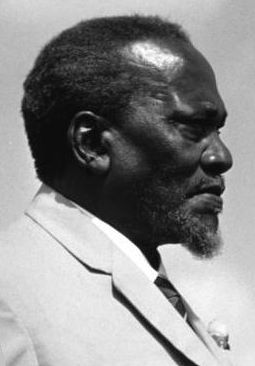
Jomo Kenyatta

Onder leiding van Kenyatta werd er een coalitieregering van KANU en KADU gevormd. Deze stelde een nieuwe grondwet in, waarbij er voortaan sprake zou zijn van een tweekamerstelsel. Het land werd verdeeld in zeven autonome regio’s met elk een eigen parlement. Ook vervielen de gereserveerde zetels voor de verschillende etnische minderheden. In mei 1964 werden er opnieuw verkiezingen gehouden die gewonnen werden door KANU. De nieuwe regering streefde naar onafhankelijkheid. Op 12 december 1963 werd Kenia een onafhankelijk koninkrijk met de Britse koningin Elizabeth II als staatshoofd. Kenyatta werd premier. In 1964 werd de Republiek Kenia uitgeroepen. Kenyatta werd de eerste president. De meeste blanke kolonisten werden uitgekocht door de Britse regering en verlieten het land. Ook een groot deel van de Indische minderheid verliet het land, namelijk 120.000 van 176.000. Zij hadden meestal een Brits paspoort en de meesten vertrokken naar het Verenigd Koninkrijk.
Na de onafhankelijkheid veranderde Kenyatta radicaal van politiek. De plantages werden opgebroken en verdeeld onder de boeren. Daarbij werden stamleden van de Kikuyu en hun bondgenoten de Embru en Meru bevoordeeld. Rond 1978 hadden deze stammen, die samen ongeveer dertig procent van de bevolking vertegenwoordigden, het grootste deel van de rijkdom in handen.
Tegelijkertijd ontbond de KADU zich in 1964 en voegden de leden zich bij de KANU. In 1966 splitste een klein deel van de partij zich af en werd de Kenia People’s Union (KPU) gevormd. Deze partij stond onder leiding van Jaramogi Oginga Odinga, een voormalige vicepresident en stamleider van de Luo. Deze partij bekritiseerde het langzame proces van vooruitgang en wilde de banden met de Sovjet-Unie aanhalen. In 1969 werd Tom Mboya, op dat moment lid van de regering en behorend tot de Luo, vermoord. Als gevolg daarvan braken er rellen uit. De KPU werd verboden en haar leden werd het leven zeer moeilijk gemaakt.

### Kenia onder Moi (1978-2002)

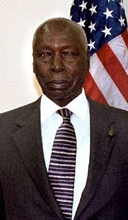
Daniel Arap Moi

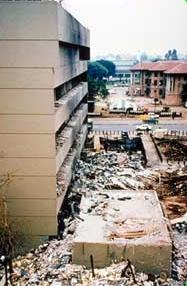
De Amerikaanse ambassade in Nairobi na de aanslag door terreurgroep Al Qaida (1998

Als gevolg hiervan was Kenia een eenpartijstaat geworden. Kenyatta kon de indruk wekken dat alles goed ging, maar er waren veel onderliggende spanningen. De overgang van een rurale naar een urbane maatschappij en de snelle bevolkingsgroei zorgden voor een hoge werkloosheid. Na zijn dood op 22 augustus 1978 werd Kenyatta opgevolgd door zijn vicepresident Daniel Arap Moi. Het parlement nam in juni 1982 een nieuwe grondwet aan waardoor Kenia officieel een eenpartijstaat werd. Op 1 augustus deden leden van de Keniaanse luchtmacht een poging tot staatsgreep, maar deze werd snel neergeslagen.
Sinds zijn onafhankelijkheid heeft Kenia een prowesterse koers gevaren. Kort na de onafhankelijkheid zette het land zich nog in voor een politieke unie met Tanzania en Oeganda, maar daarvoor was te weinig draagvlak. Verder waren er spanningen met Somalië. Dat kwam doordat Somaliërs in het noorden van Kenia streefden naar onafhankelijkheid en daarbij gesteund werden door Somalië. Een vredesakkoord tussen beide landen maakte in 1968 echter een einde aan de opstand.
In de regering veranderde er niet heel veel. Moi leunde sterk op leden van zijn eigen stam, de Kalenjin, en een handjevol leden van minderheidsgroepen. De economische macht concentreerde zich rondom hem. Robert Ouko was de hoogstgeplaatste Luo in zijn kabinet en benoemd om de corruptie tegen te gaan. Hij werd in 1990 vermoord. Een van Mois naaste medewerkers werd in verband gebracht met de moord. Als gevolg daarvan ontstond er grote internationale druk op Moi en hij zag zich genoodzaakt verkiezingen uit te schrijven.
In aanloop na de verkiezingen profileerde het Forum for the Restoration of Democracy (FORD) zich als de belangrijkste oppositiepartij. Veel leidende figuren van KANU maakten de overstap. FORD viel echter uit elkaar in twee etnische groepen, de Luo en de Kikuyu. Moi slaagde er daarom in de presidentsverkiezingen te winnen in 1992 en zijn partij behield de meerderheid in het parlement. Zijn regering moest in 1993 noodgedwongen akkoord gaan met economische hervormingen door het Internationaal Monetair Fonds en de Wereldbank. Het land had te maken met een relatief hoge staatsschuld.
Onder binnen- en buitenlandse druk had het parlement in december 1991 het eenpartijendeel van de grondwet geschrapt. De eerste meerpartijenverkiezingen werden gehouden in 1992.
Na zijn verkiezing tot president bleef Moi de pers lastigvallen. Ook perkte hij de macht van politici van andere partijen in. Zijn stelling was dat een meerpartijenstelsel alleen maar zou leiden tot conflicten tussen de stammen. Ook werden verschillende groepen tegen elkaar opgezet en liepen tegenstanders van het regime aan tegen een muur van bureaucratie. Zo was het voor Kiyuku-stamleden erg moeilijk om zich te registreren als kiezer. Demonstraties werden neergeslagen met behulp van het leger en de politie.
Moi werd in 1997 opnieuw herkozen en KANU behield net haar meerderheid in het parlement. In augustus 1998 werd het land opgeschrikt door een aanslag op de Amerikaanse ambassade in Nairobi door Al Qaida. Daarbij verloren 212 mensen het leven, onder wie bijna tweehonderd Kenianen. Op hetzelfde moment vond er ook een aanslag plaats op de Amerikaanse ambassade in buurland Tanzania.

## 21e eeuw

### President Mwai Kibaki (2002-2013)
Volgens de Keniaanse grondwet mag een president zich slechts driemaal verkiesbaar stellen. Dat betekende dat Moi niet herkozen kon worden bij de presidentsverkiezingen in december 2002. De oppositie had zich achter een kandidaat geschaard, namelijk Mwai Kibaki. Moi zette daarom in op een generatieconflict door Uhuru Kenyatta, een zoon van Jomo Kenyatta, verkiesbaar te stellen. Deze werd echter met groot verschil verslagen. De National Rainbow Coalition (NaRC) behaalde 62 procent van de stemmen.
Kibaki slaagde erin een sterke regering te vormen en het land maakte een periode van snelle economische groei door. Toch bleef er veel corruptie en nam de inkomensongelijkheid verder toe. Ook de criminaliteit nam toe en er ontstonden gevechten tussen verschillende etnische groepen onderling en tegen de politie. Een conflict tussen de Mungiki, de gecriminaliseerde religieus-nationalistische hardliners binnen de Kikuyu, en de politie in 2007 leidde tot meer dan 120 doden. De regenboogcoalitie viel uit elkaar. De Luo en Kalenjin steunden vooral de Orange Democratic Movement (ODM) met Raila Amolo Odinga aan het hoofd, terwijl de Kikuyus achter Kibaki bleven staan.
Na de verkiezingen van 27 december 2007 wees de verkiezingscommissie drie dagen later Kibaki als winnaar aan. Volgens de verkiezingscommissie had hij zijn opponent Odinga verslagen met een marge van 232.000 stemmen. Odinga beschuldigde Kibaki van verkiezingsfraude en op enkele plekken in Kenia brak geweld uit. President Kibaki werd hierna meteen beëdigd voor een tweede termijn. Het geweld breidde zich hierna verder uit. Kibaki en aanhangers van Odinga beschuldigden elkaar van etnische zuiveringen. De Europese Unie nam duidelijk afstand van de verkiezingsuitslag vanwege geconstateerde fraude. De protesten en de daarmee samenhangende gewelddadigheden bleven tot in februari aanhouden, zonder dat een oplossing in zicht leek te komen. Er vielen uiteindelijk 1.500 doden, onder andere in het westen van het land en in de sloppenwijken van Nairobi. Ook raakten er als gevolg van de onlusten zo'n 600.000 Kenianen ontheemd.
Eind januari 2008 volgde een bemiddelingspoging door oud-secretaris-generaal van de Verenigde Naties Kofi Annan. Dit leidde eind februari tot een compromis dat onder meer de vorming van een coalitieregering inhield, waarbij Kibaki president bleef en Odinga premier werd. Op 13 april 2008 werd deze nieuwe coalitieregering gepresenteerd. Verder werd afgesproken, dat de schuldigen aan de moordpartijen voor een nationaal tribunaal zouden worden geleid.
Toen in september 2009 nog geen begin van uitvoering zichtbaar was van een strafproces, maakte de aanklager van het Internationaal Strafhof bekend dat hij op eigen initiatief een onderzoek begon naar de tijdens deze onlusten gepleegde misdrijven. Dit onderzoek leidde ertoe dat het Strafhof op 8 maart 2011 dagvaardingen uitbracht tegen zes personen. Dit betrof drie medestanders van president Kibaki, onder wie vicepremier en minister van Financiën Uhuru Kenyatta, en drie medestanders van minister-president Odinga.
Op 4 augustus 2010 werd een referendum gehouden over een nieuwe Keniaanse grondwet, die onder meer de macht van de president moet inperken ten gunste van het parlement en de regio's, en hervormingen op het gebied van landverdeling behelst. De bestaande grondwet geeft de president volgens velen te veel macht, wat wordt gezien als een erfenis van de alleenheerschappij van Kenyatta en Moi. Zo komt er een senaat en 47 kiesdistricten, die elk een eigen bestuur en veel autonomie hebben. De regering mag maximaal 22 ministers tellen, die geen lid mogen zijn van het parlement. Ook regelt de nieuwe constitutie de instelling van een commissie die moet bepalen of de uitgiften van land in het verleden wettig waren. Deze commissie heeft ook het recht zo nodig land te herverdelen. Het 'ja'-kamp won met grote meerderheid. Het referendum verliep vreedzaam.

### President Uhuru Kenyatta (2013-2022)
De presidentsverkiezingen in maart 2013 ontwikkelden zich in een strijd tussen premier Raila Odinga (namens de ODM) en Uhuru Kenyatta, kandidaat namens de KANU. Kenyatta won, maar deze overwinning werd in eerste instantie door Odinga aangevochten. Uiteindelijk legde hij zich bij de uitslag neer.
Kenyatta was intussen in 2011 aangeklaagd bij het Internationaal Strafhof op verdenking van betrokkenheid bij het geweld in 2007 en 2008, samen met andere vooraanstaande leden van beide kampen. Ondanks de aanklacht werd hij dus tot de nieuwe president gekozen; dat een zittend staatshoofd verdachte was, droeg in de jaren hierna bij aan de wrijving tussen sommige Afrikaanse regeringen en het hof. In 2015 werd de zaak geseponeerd wegens gebrek aan bewijs – waarbij tegenwerking van de Afrikaanse regeringen en de veiligheid van getuigen mogelijk een rol speelde.
In 2017 gingen de presidentsverkiezingen wederom tussen Uhuru Kenyatta en Raila Odinga. Nadat Kenyatta was uitgeroepen tot winnaar van de op 8 augustus gehouden verkiezingen, verklaarde het Hooggerechtshof deze uitslag op 1 september ongeldig vanwege verschillende onregelmatigheden, zoals het hof een paar weken later toelichtte. Dit besluit werd in binnen- en buitenland begroet als een blijk van onafhankelijke rechtspraak. Binnen twee maanden moesten nieuwe verkiezingen worden gehouden. Odinga trok zich echter terug omdat er volgens hem niet genoeg aanpassingen werden gedaan aan de kiesraad en het verkiezingsproces om te garanderen dat de nieuwe stembusgang eerlijker zou verlopen. Hij riep op tot een boycot. Het gevolg was dat Kenyatta bij de nieuwe verkiezingen op 26 oktober een overweldigende meerderheid van 98% behaalde, bij een opkomst van minder dan 39%. Op 20 november keurde het hooggerechtshof de herstemming goed waarna Kenyatta op 28 november beëdigd werd voor een tweede termijn.

### President William Ruto (2022-heden)
In augustus 2022 won vice-president William Ruto nipt de presidentsverkiezingen van Raila Odinga. Een maand later werd William Ruto beëdigd als de vijfde president van Kenia. Medio 2024 kregen Ruto en de Kenya Kwanza coalitie te maken met heftige volksprotesten over de nieuwe belastingen in de Kenyan Finance Bill 2024.
Geschiedenis van:
Algerije · Angola · Benin · Botswana · Burkina Faso · Burundi · Centraal-Afrikaanse Republiek · Comoren · Congo-Brazzaville · Congo-Kinshasa · Djibouti · Egypte · Equatoriaal-Guinea · Eritrea · Ethiopië · Gabon · Gambia · Ghana · Guinee-Bissau · Guinee-Conakry · Ivoorkust · Kaapverdië · Kameroen · Kenia · Lesotho · Liberia · Libië · Madagaskar · Malawi · Mali · Marokko · Mauritanië · Mauritius · Mozambique · Namibië · Niger · Nigeria · Oeganda · Rwanda · Sao Tomé en Principe · Senegal · Seychellen · Sierra Leone · Soedan · Somalië · Somaliland · Swaziland · Tanzania · Togo · Tsjaad · Tunesië · Westelijke Sahara · Zambia · Zimbabwe · Zuid-Afrika · Zuid-Soedan
Noord-Afrika · West-Afrika